# Arvid Gradin
Arvid Gradin, född 1704, död 1757, var en svensk herrnhutare.
Gradin var prästson från Dalarna, blev magister och docent vid Uppsala universitet 1736. Han övergick i Tyskland till Evangeliska brödraförsamlingen och prästvigdes inom denna 1738. Gradin sändes 1741 till Sverige som förespråkare för herrnhutarna och vann troende, så att han tilläts predika i kyrkorna, bland annat i Stockholm. Vid ett andra besök i Sverige, 1748, hade Gradin ryckts med i "sållningstidens" svärmeri. Han anklagades då av Stockholms konsistorium för avvikelse från den rena läran och landsförvisades 1750 trots sina försök att bevisa herrnhutarnas lutherska renlärighet. Efter vidsträckta resor dog han i Tyskland.